# Adelognathus obscurus
Adelognathus obscurus är en stekelart som beskrevs av Dmitriy R. Kasparyan 1986. Adelognathus obscurus ingår i släktet Adelognathus och familjen brokparasitsteklar. Arten är reproducerande i Sverige. Inga underarter finns listade i Catalogue of Life.